# Asato Asato
Asato Asato (安里アサト?  Asato Asato, nacida en 1985) es una novelista japonesa. Asato Asato el seudónimo de Toru Asakura. Conocida por su serie de novelas ligeras 86: Eighty-Six.

## Carrera
Asato comenzó a escribir novelas justo antes de ingresar a la escuela secundaria.
Inicialmente envió su trabajo al premio Kadokawa Beans Bunko Rookie, pero cuando en 2014 su manuscrito llegó a la tercera ronda del 21.er premio de novela Dengeki de 2014, Asato comenzó a pensar en escribir una novela que fuera del estilo de la editora Dengeki Bunko. Esta novela se convertiría en el comienzo de la serie de novelas ligeras 86: Eighty-Six. Esta obra un drama bélico que transcurre en un mundo de ciencia ficción distópico, enmarcado dentro del subgénero del género de ciencia ficción llamado mecha, de máquinas gigantes de guerra piloteadas, común en la ficción japonesa. Género que la autora ama, siempre quiso escribir algo sobre esto y se inspiró para esta obra cuando leyó una noticia sobre el uso de drones en las guerras en Oriente Medio. Entre las influencias para su obra, se encuentra la película The Mist (2007).  Según Asato, crear la historia le tomó entre 5 y 7 años.
En 2016, 86: Eighty-Six ganó el 23° Premio de Novela Dengeki. Obra que a partir del año 2018 recibió una adaptación al manga por parte del mangaka Motoki Yoshihara y en 2021 comenzó adaptarse la obra al anime por parte del estudio A-1 Pictures y con la dirección de Toshimasa Ishii.